# ФК Анталияспор
„Анталияспор“(на турски: Antalyaspor Kulübü) е турски футболен клуб. Отборът е от град Анталия и играе мачовете си на стадион Анталия стадиум с капацитет 32 539 зрители. Отборът се състезава в Турската суперлига. Основан е през 1966 г. Цветовете на клуба са червено и бяло. В Турция клубът печели Първа лига два пъти през 1982 и 1986 г. и завършва като вицешампион за турската купа през 2000 г.

## История
Футболен клуб „Анталияспор“ е създаден през 1966 г. в резултат на сливането на три местни футболни отбора („Еникапи СуСпор“, „Илк Ишикспор“ и „Феррокромспор“). В началото клубът играе в низшите лиги на шампионата на Турция, но през сезон 1981/82 отборът заема първо място в група, което го изкачва в Суперлигата. Дебютните сезони на „Анталияспор“ са на границата на изпадането, а през сезон 1984/85 излита от в първа лига. Само след един сезон, отборът се изкачва отново в Суперлигата, и веднага отпада. Следващият исторически отрязък на „Анталияспор“ е между 1993 – 2002. През сезон 1993/94 отборът играе финален плей-офф в Първа лига побеждава в продълженията отборът на „Истанбулспор“ с 3:2 и влиза в Суперлигата. Отборът участва два пъти в турнира за Купата Интертото 1996 и 1997. През сезон 1998/99 отборът постига най-предното си място в своята история – шестото. В Купата на Турция 1999/2000 „Анталияспор“ играе на финала, където губи в продълженията от Галатасарай, с резултат 5:3 (2:2 в редовното време), но тъй като „Галатасарай“ става и шампион през този сезон, то той добива право да играе в турнира за Купата на УЕФА. Там „Анталияспор“ уверено преодолява предварителния кръг, побеждавайки азербайджанския отбор „Кяпаз (Гянджа)“ с общ резултат от двата мача 7:0 (2:0, 0:5), но в первия кръг отстъпва на бременския „Вердер“ с 2:6 (2:0, 0:6). През сезон 2001/02 отборът отпада отново, като остава на последното място. В Първата лига на Турция през 2006 се изкачва отново в Суперлигата, и веднага отпада от нея. През 2007/08 заема второто място в Пръва лига и се завръща във висшата дивизия, където играе и до днес.

## Успехи
- Суперлига Турция
  - 5-о място (1): 2016/17
- Купа на Турция
  -  Финалист (2): 1999/2000, 2020/21
- Суперкупа на Турция
  -  Финалист (1): 2021
- Първа лига (2 дивизия)
  -  Шампион (2): 1981/82, 1985/86
  -  2-ро място (2): 2005/06, 2007/08

## Емблема
Емблемата на клуба включва в себе си буквите А и S, зад които стоят названията на град Анталия и Spor (спорт на турски) съответственно. В средата на тези има фигура на Минарето Йивли, който е един от няколкото символа на град Анталия. Трите правоъгълни форми на минарето са трите обединени отбора от Анталия.

## Български футболисти
- Гошо Гинчев: 1996/2002 - (182 мача - 10 гола)
- Веселин Минев: 2011/12 - (29 мача - 0 гола)